# Saint-Martin-d’Ary
Saint-Martin-d’Ary (in okzitanischer Sprache gleichlautend) ist eine südwestfranzösische Gemeinde mit 471 Einwohnern (Stand 1. Januar 2022) im Département Charente-Maritime in der Region Nouvelle-Aquitaine.

## Lage
Der Ort Saint-Martin-d’Ary liegt im Süden der Saintonge am Fluss Lary etwa 40 Kilometer (Fahrtstrecke) nördlich von Libourne bzw. etwa 44 Kilometer nördlich von Saint-Émilion in einer Höhe von etwa 50 Metern ü. d. M. Jonzac, die Hauptstadt der gleichnamigen Unterpräfektur, befindet sich etwa 35 Kilometer nordwestlich, die Großstadt Bordeaux liegt gut 60 Kilometer südwestlich. An der östlichen Gemeindegrenze verläuft das Flüsschen Mouzon.

## Bevölkerungsentwicklung
| Jahr      | 1962 | 1968 | 1975 | 1982 | 1990 | 1999 | 2006 | 2016 |
| Einwohner | 474  | 466  | 476  | 443  | 483  | 479  | 499  | 475  |

Im 19. Jahrhundert hatte die Gemeinde meist zwischen 250 und 350 Einwohner. Trotz der Reblauskrise und der zunehmenden Mechanisierung der Landwirtschaft ist die Einwohnerzahl im Wesentlichen konstant geblieben. Wegen der relativen Nähe zur Großstadt Bordeaux und den auf dem Lande deutlich niedrigeren Immobilienpreisen ist in den letzten Jahrzehnten wieder ein leichter Anstieg der Bevölkerungszahlen zu verzeichnen.

## Wirtschaft
Saint-Martin-d’Ary lebte jahrhundertelang von der Landwirtschaft, zu der auch der Weinbau gehörte. Heute gehören die landwirtschaftlich genutzten Flächen formal zu den Bons Bois des Weinbaugebietes Cognac, doch wird wegen der Absatzkrise von Wein und Weinbrand auf dem Gemeindegebiet nur noch in überschaubarem Umfang Wein angebaut. Der Tourismus in Form der Vermietung von Ferienwohnungen (gîtes) hat dagegen seit den 1970er Jahren an Bedeutung zugenommen.

## Geschichte
Im Mittelalter gehörten der Ort und das hier existierende Priorat zur Grundherrschaft (seigneurie) der Benediktiner-Abtei Notre-Dame de Guîtres.

## Sehenswürdigkeiten
- Die ehemalige Prioratskirche Saint-Martin ist ein kleiner einschiffiger romanischer Bau aus dem 12. Jahrhundert und hat wohl schon immer auch als Pfarrkirche für die Bewohner des Ortes gedient. Die im Stil der Saintonge gestaltet Fassade zeigt einen für die Region typischen Aufriss: Die Portalzone zeigt ein Triumphbogenschema; darüber befindet sich eine Reihe aus jeweils drei seitlichen Blendarkaden und einer durchfensterten Mittelarkade. Unterhalb des erneuerten Giebels verläuft ein – ehemals wohl figürlicher – Konsolenfries. Die Außenwände des Langhauses sind durch Strebepfeiler stabilisiert, ansonsten jedoch ungegliedert; die Fenster sind ausgesprochen schlank. Die Apsis zeigt hingegen eine eindrucksvolle umlaufende Blendarkadengliederung und einen Konsolenfries unterhalb der Dachtraufe. Der Kirchenbau ist seit dem Jahr 1925 als Monument Historique anerkannt.[1]
- Auf dem Gemeindegebiet befinden sich zwei ansehnliche Herrenhäuser (manoirs) – beide fungieren heute als Weingüter: das Château de la Magdeleine und das Château du Taillan (Fotos siehe Webseiten).